# Pristanek v Kip's Bayu
Pristanek v zalivu Kip's Bay je bil britanski amfibijski pristanek med kampanjo v New Yorku v ameriški revolucionarni vojni 15. septembra 1776. Zgodil se je na obali Manhattna ob reki East River, severno od takratnega New Yorka.
Močno predhodno obstreljevanje britanskih pomorskih sil v reki East River je povzročilo, da je neizkušena milica, ki je varovala območje pristanka pobegnila, kar je Britancem omogočilo neoviran pristanek v zalivu Kip's Bay. Spopadi po pristanku so povzročili, da so Britanci zajeli nekatere pripadnike milice. Britanski manevri po pristanku so skoraj prekinili pot za umik nekaterim silam kontinentalne vojske, nameščenim bolj jugovzhodno na otoku. Beg ameriških čet je bil tako hiter, da je general George Washington, ki jih je poskušal zbrati, ostal izpostavljen nevarno blizu britanskih linij.
Operacija je bila britanski uspeh. Prisilila je kontinentalno vojsko, da se je umaknila na Harlem Heights, s čimer je prepustila nadzor nad New Yorkom na spodnji polovici otoka. Vendar pa je Washington vzpostavil močne položaje na Harlem Heights, ki jih je naslednji dan branil v ostrem spopadu med obema vojskama. General William Howe, ki ni želel tvegati dragega čelnega napada, ni poskušal napredovati dlje po otoku še dva meseca.

## Notes
1. ↑  McCullough, 1776
2. ↑  McCullough, 1776, p. 211
3. ↑  McCullough, 1776, p. 210
4. ↑  Brooks, Victor and Hohwald, Robert, How America Fought Its Wars, p. 64
5. ↑  Lengel, General George Washington, p. 154